# آندره موریتز
آندره موریتز (به پرتغالی: André Francisco Moritz) هافبک اهل برزیل است که در شهر فلوریانوپلیس و در تاریخ ۶ اوت ۱۹۸۶ به دنیا آمده‌است.
آندره موریتز در تیم‌های فوتبال اینترناسیونال سابقهٔ حضور دارد.